# Le Chien bleu
Pour l’article homonyme, voir Chien Bleu pour le livre jeunesse.
Le Chien bleu est un journal satirique mensuel de Nouvelle-Calédonie. Il publie de nombreux articles critiques vis-à-vis des institutions politiques et économiques du territoire, ainsi que des courriers de lecteurs et de nombreuses caricatures.
Son nom vient de l'importante présence en Nouvelle-Calédonie du bouvier australien, appelé dans certains pays d'Océanie "chien bleu".